# Cono funerario

Base del cono funerario con dos columnas de jeroglíficos. Dinastía XVIII. Museo del Louvre, París.

Un cono funerario (pequeño cono de arcilla) es un antiguo objeto del Antiguo Egipto que tiene una estampación de jeroglíficos de carácter funerario que se encuentra casi exclusivamente en la necrópolis tebana. Se colocaba sobre la entrada de la capilla de una tumba. 
Los primeros ejemplos se han encontrado durante la Dinastía XI, pero normalmente están sin decorar. Durante el Imperio Nuevo, por lo general, se empieza a reducir su tamaño y se inscribe el título y el nombre del dueño de la tumba, a menudo con una breve oración. Se desconoce el propósito exacto de los conos.
Aunque las bases de los conos funerarios suelen ser circulares, se han encontrado otros con base cuadrada o rectangular y forma piramidal. También se han encontrado restos de pintura.